# Kryzys zakładników (Iran)

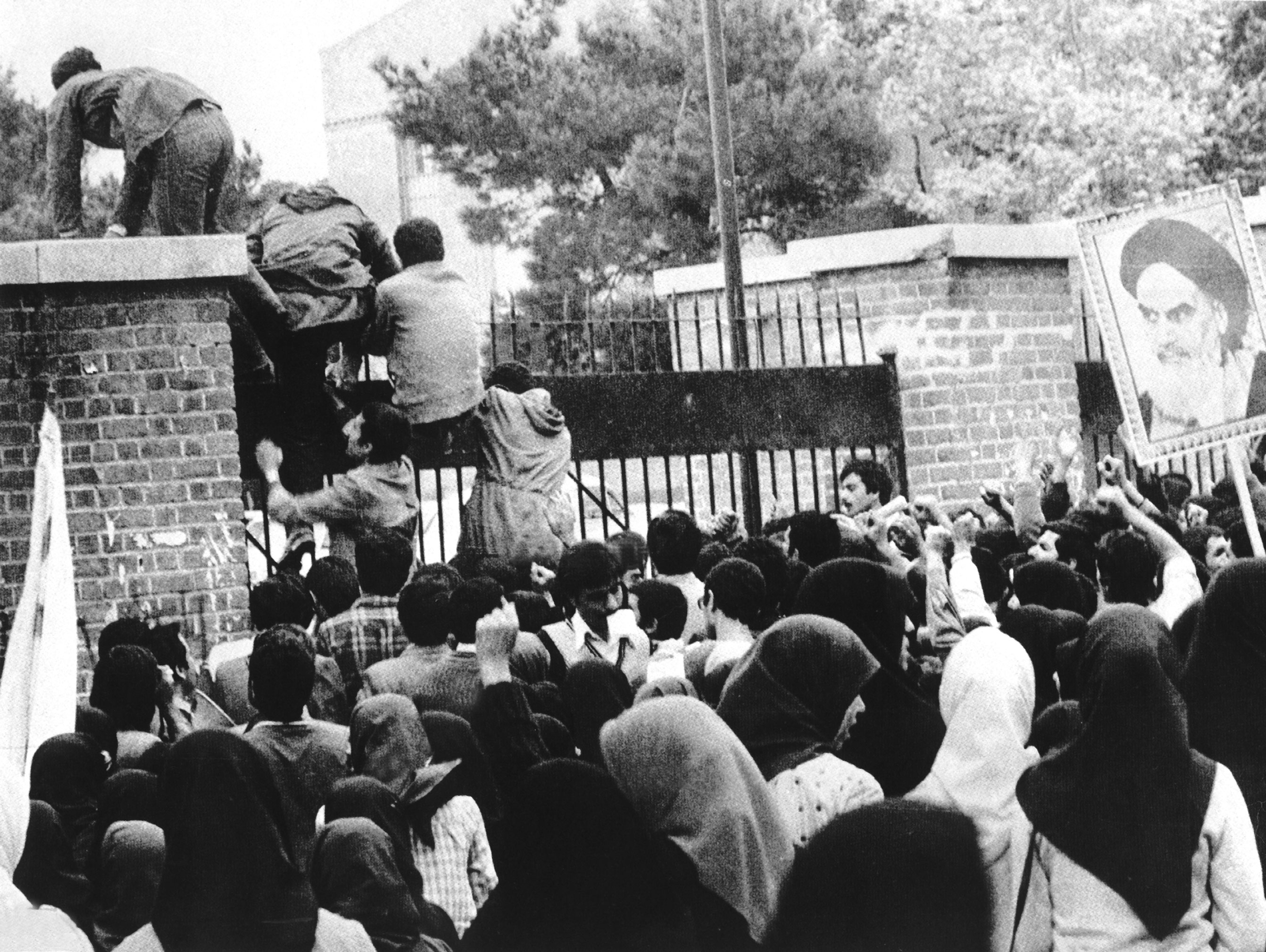
Irańscy studenci wkraczają na terytorium ambasady Stanów Zjednoczonych

Kryzys zakładników – kryzys w stosunkach amerykańsko-irańskich, do jakiego doszło po zajęciu ambasady Stanów Zjednoczonych w Teheranie przez grupę kilkuset studentów i wzięciu przez nich wszystkich przebywających w placówce dyplomatycznej jako zakładników. Wydarzenie to miało miejsce dziewięć miesięcy po zwycięstwie rewolucji islamskiej w Iranie, gdy między siłami biorącymi udział w rewolucji trwała jeszcze walka o władzę.
Atak na ambasadę został przeprowadzony przez studentów utożsamiających się z irańską islamską lewicą, jednak zyskał poparcie wszystkich sił politycznych poza liberałami; doprowadził do upadku rządu Mehdiego Bazargana, a w dalszej perspektywie dał korzyści polityczne głównie Ruhollahowi Chomejniemu i jego zwolennikom.
24 kwietnia 1980 armia amerykańska przeprowadziła nieudaną operację Orli Szpon, której celem było odbicie zakładników. Ostatecznie zostali oni zwolnieni, po amerykańsko-irańskich negocjacjach, 20 stycznia 1981.

## Przebieg wydarzeń

### Zajęcie ambasady amerykańskiej
22 października 1979 prezydent USA Jimmy Carter zgodził się na przyjazd obalonego szacha do Stanów Zjednoczonych na leczenie. Początkowo fakt ten nie wzbudził w Iranie większego zainteresowania, następnie jednak ajatollah Chomejni i jego współpracownicy zaczęli przekonywać opinię publiczną, że wyjazd szacha do USA świadczył o tym, że kraj ten nadal starał się wpływać na sytuację wewnętrzną w Teheranie. Twierdzono, że zwolennicy monarchii i współpracy z USA nadal działali w rządzie i wśród przeciwników Chomejniego. Przekonanie, że Stany Zjednoczone przygotowywały zamach stanu (tak jak w 1953) przeciwko islamskiemu rządowi było żywe w szczególności w środowisku zradykalizowanych studentów. Mohammad Haszemi i Masume Ebtekar w swoich wspomnieniach twierdzili, że studenci o radykalnych poglądach dyskutowali o możliwości ataku na ambasadę USA, część z nich popierała takie działanie, a część była przeciwna, argumentując, że rewolucji islamskiej bardziej zagraża lewica, komunizm i Związek Radziecki. Według Haszemiego zajęcie ambasady popierali głównie studenci religijni, ale równocześnie o poglądach lewicujących, a już po opanowaniu budynku niektórych napastników, bardziej pobożnych, zmuszono do jego opuszczenia.

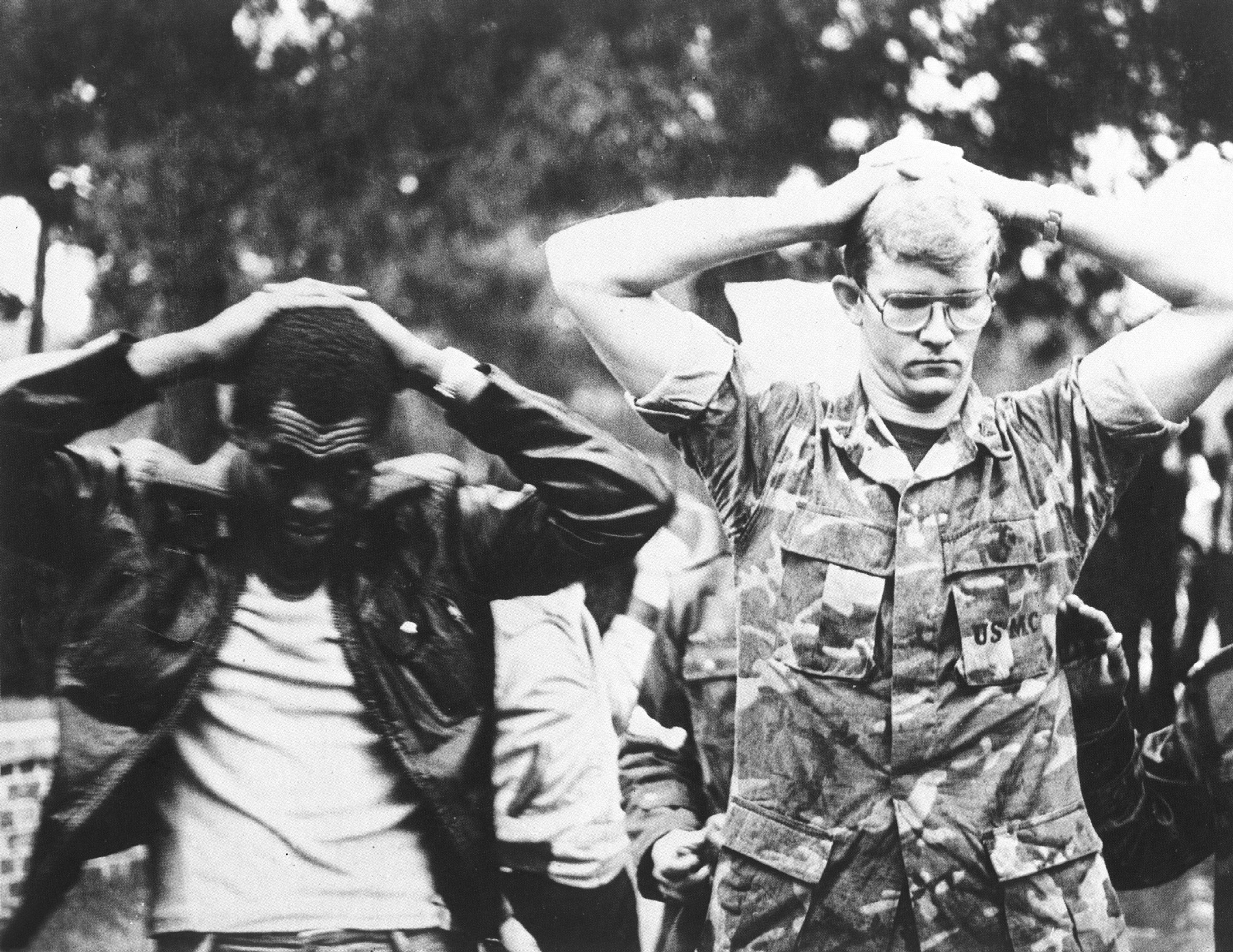
Dwójka zakładników

4 listopada 1979 grupa kilkuset (według Abrahamiana czterystu) młodych działaczy, studentów i szyickich duchownych, określających siebie jako Studentów Wiernych Linii Imama, której przewodził Ebrahim Aszgharzade, wkroczyli do ambasady amerykańskiej w Teheranie i wzięli jako zakładników znajdujących się w niej marines i personel dyplomatyczny. Przebywający w ambasadzie wojskowi nie bronili się, rzucili jedynie w stronę studentów kilka granatów z gazem łzawiącym. Zakładników związano i założono im opaski na oczy (w późniejszym okresie byli związani tylko wtedy, gdy wyprowadzano ich poza budynek lub gdy okazywali nieposłuszeństwo). Niektórzy zostali pobici i poddani przesłuchaniom przez studentów, którzy starali się ustalić, którzy z dyplomatów byli oficerami CIA, a także zmusić personel ambasady do otwarcia sejfów. W telewizji i prasie pojawiły się fotografie zakładników, które zrobiły w Stanach Zjednoczonych i na całym świecie duże wrażenie. Studenci wydali oświadczenie, w którym domagali się powrotu szacha do Iranu. W imieniu grupy komunikaty dla mediów przekazywała Masume Ebtekar.

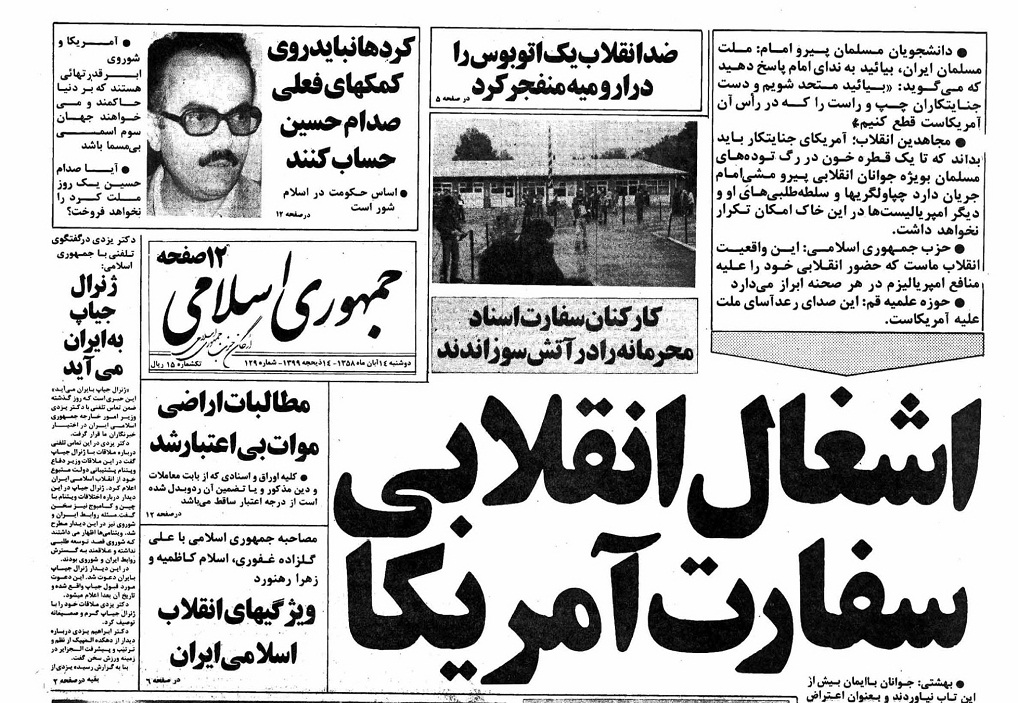
„Rewolucyjna okupacja ambasady amerykańskiej” – nagłówek z irańskiej gazety z 5 listopada 1979

Prawdopodobnie studenci zamierzali początkowo zająć ambasadę tylko na kilka godzin lub najwyżej 3–4 dni, tj. na czas umożliwiający zapoznanie się z przechowywanymi w niej tajnymi dokumentami. Postanowili jednak kontynuować okupację, gdy zdali sobie sprawę z tego, z jakim zainteresowaniem spotkało się to wydarzenie. Jest mało prawdopodobne, by o całej sytuacji wiedział Ruhollah Chomejni lub by to on był jej inicjatorem (w momencie zajęcia placówki dyplomatycznej przebywał w Ghom). Nie jest także jasne, które postacie z porewolucyjnej irańskiej elity władzy mogły stać za działaniami studentów, i czy w ogóle były takie osoby. O zainspirowanie ataku oskarżano m.in. Mohammada Behesztiego, jednak w ocenie Shireen Hunter na poparcie tej koncepcji istnieją jedynie domysły. Bardziej prawdopodobne jej zdaniem jest pojawienie się idei zajęcia ambasady w kręgu lewicującego duchowieństwa, z Mohammadem Choejnihą na czele.
Według niektórych źródeł Chomejni, poinformowany o wydarzeniach w ambasadzie, w pierwszej chwili zamierzał wezwać studentów do uwolnienia zakładników. Prawdopodobnie jednak ajatollah zmienił zdanie, gdy uznał, że ani Stany Zjednoczone, ani Wielka Brytania nie będą interweniować zbrojnie w związku z okupacją ambasady, a studenci byli mu osobiście oddani. Wówczas Chomejni postanowił poprzeć wzięcie zakładników. 5 listopada 1979 wydał oświadczenie, w którym zarzucał amerykańskim dyplomatom organizację spisków antyrządowych i szpiegostwo. Działania studentów nazwał drugą rewolucją. Natychmiastowego wsparcia okupacji ambasady udzieliły również irańskie organizacje lewicowe, a także Mudżahedini Ludowi oraz Fedaini Islamu. Publiczne oświadczenia popierające działania studentów wygłosili również Mohammad Beheszti, Hosejn Ali Montazeri i inni czołowi przywódcy rewolucji. Przeciwko Chomejniemu wystąpił jedynie premier Mehdi Bazargan, który potępił postępowanie studentów jako złamanie prawa międzynarodowego i zwyczajów dyplomatycznych. Wezwał do natychmiastowego uwolnienia dyplomatów. Osamotniony, 6 listopada złożył dymisję ze stanowiska. W ocenie irańskiej lewicy, w tym socjalistycznej partii Tude, poparcie okupacji ambasady i wywołanie kryzysu rządowego działało przeciwko stronnictwom religijnym. Lewica była przekonana, że konflikty w stronnictwie Chomejniego doprowadzą do drugiej, socjalistycznej rewolucji, w ogóle nie dopuszczała natomiast na dłuższą metę możliwości zwycięstwa zwolenników republiki islamskiej.
W nocy z 19 na 20 listopada 1979 zwolniono trzynastu zakładników: kobiety i Afroamerykanów.

### Okupacja ambasady

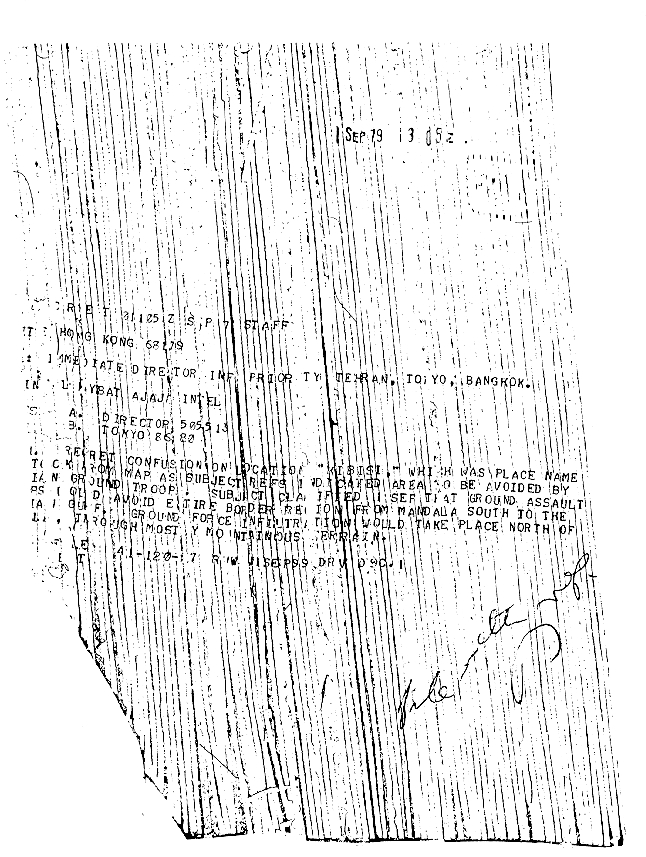
Dokument z ambasady amerykańskiej w Waszyngtonie przejęty podczas jej okupacji, uszkodzony wcześniej przez personel placówki i zrekonstruowany

Zajęcie ambasady amerykańskiej zostało wykorzystane propagandowo przez Chomejniego i jego zwolenników. Ajatollah z powodzeniem przedstawiał swoich umiarkowanych oponentów jako zagrożenie dla rewolucji islamskiej. Jego argumenty brzmiały szczególnie wiarygodnie zwłaszcza po tym, gdy studenci odnaleźli w ambasadzie i ujawnili dokumenty świadczące o kontaktach liberalnych polityków irańskich z Amerykanami (dokumenty, które mogły świadczyć o kontaktach z duchowieństwem szyickim, nie zostały opublikowane). Zaistniała atmosfera polityczna wpłynęła na wynik irańskiego referendum konstytucyjnego 2 grudnia 1979. Przyjęta w nim konstytucja nadawała przewodnią rolę w państwie szyickiemu duchowieństwu, ustanawiając – zgodnie z koncepcją ajatollaha Chomejniego – instytucję rządów uczonego prawnika (welajat-e faghih).
Czterej zakładnicy, których zidentyfikowano jako oficerów CIA oraz najwyżsi rangą dyplomaci – Bruce Laingen i John Limbert – byli w dalszym ciągu poddawani przesłuchaniom i odizolowani od pozostałych. Odizolowano również Michaela Metrinkę, dyplomatę, który znał język perski, w czasie służby wielokrotnie opuszczał ambasadę i rozmawiał z Irańczykami, a po zajęciu placówki jawnie okazywał napastnikom i Ruhollahowi Chomejniemu nienawiść. Studenci rozmawiali z zakładnikami, którzy wyrażali oburzenie z powodu zajęcia ambasady, chociaż niektórzy odnosili się do napastników przychylniej. Personel na ogół nie znał historii wcześniejszych interwencji amerykańskich w życie polityczne Iranu, które z kolei były doskonale znane studentom. Postrzegali oni ambasadę jako centrum planowania nowego przewrotu w kraju; niektórzy okupujący ambasadę mężczyźni byli wcześniej więźniami SAWAK-u, tajnej policji irańskiej szkolonej przez Amerykanów.
Przetrzymywanych zakładników w budynku ambasady odwiedzali Hosejn Ali Montazeri, Ali Chamenei i przewodniczący Trybunału Rewolucyjnego Sadegh Chalchali. W lipcu 1980 uwolniono kolejnego zakładnika, gdyż był on poważnie chory. Nadal przetrzymywane były 52 osoby.
W 1980 na prezydenta Iranu wybrany został Abol Hasan Bani Sadr. Był on przeciwnikiem zajęcia ambasady, jednak jako prezydent nie mógł utrzymywać wcześniejszego stanowiska. Podjął natomiast ze stroną amerykańską rozmowy w sprawie zwolnienia zakładników. Dotychczasowe irańskie warunki, sformowane przez studentów (przyjazd szacha do Iranu, przekazanie państwu irańskiemu jego majątku i przeprosiny ze strony USA za „dawne zbrodnie” popełnione w Iranie) były nie do przyjęcia dla USA. Mediatorem między stronami był, z mandatu ONZ, Olof Palme. Ogłoszono zawarcie wstępnego porozumienia, które przewidywało m.in. utworzenie komisji pod auspicjami ONZ, która miała zbadać irańskie skargi pod adresem Stanów Zjednoczonych. Jednak 23 lutego 1980 Ruhollah Chomejni stwierdził, że o losie zakładników zadecyduje nowy parlament (wybory były planowane na maj). Porozumienie upadło. W marcu Bani Sadr podjął starania o ekstradycję Mohammada Rezy Pahlawiego z Panamy, dokąd obalony szach udał się w grudniu obawiając się, że zostanie wydany Iranowi, jednak 23 marca 1980 monarcha wyjechał do Egiptu. Dwa dni później Jimmy Carter przekazał prezydentowi Iranu wiadomość, z której wynikało, że jeśli zakładnicy nie zostaną przejęci z rąk studentów pod kontrolę rządu, a następnie zwolnieni do końca miesiąca, USA podejmie dodatkowe kroki, niemające jednak charakteru zbrojnego. Była to zapowiedź nałożenia na Iran kolejnych sankcji.

### Próba odbicia zakładników
24 kwietnia 1980 amerykańscy komandosi podjęli próbę odbicia zakładników. Skomplikowany i ryzykowny plan dwudniowej operacji składał się z dwóch części. W pierwszym dniu miało być urządzone prowizoryczne lotnisko na bezludnej pustyni między Jazdem i Tabasem na południowy wschód od Teheranu. Na tym lądowisku, noszącym kryptonim Desert One, miały wylądować śmigłowce RH-53D Sea Stallion z lotniskowca USS „Nimitz” i samoloty transportowe C-130 Hercules. Po nabraniu paliwa z transportowców, śmigłowce z komandosami miały lecieć do następnych prowizorycznych lądowisk w górach otaczających Teheran, pod kryptonimem Desert 2. Stamtąd komandosi mieli przedostać się do centrum Teheranu i uwolnić zakładników. Na przeszkodzie w realizacji planu stanęła nieoczekiwana burza piaskowa. W drodze do pierwszego prowizorycznego lotniska piloci dwóch z ośmiu śmigłowców zabłądzili, a trzeci śmigłowiec zmuszony został do awaryjnego lądowania. Jako że posiadanie sześciu sprawnych śmigłowców zostało ustalone w planach jako niezbędne minimum do kontynuowania misji, operację odwołano. W ręce żołnierzy irańskich wpadło 6 śmigłowców oraz dokumenty dekonspirujące siatkę CIA w Iranie. Ponadto podczas odwrotu ewakuacyjny śmigłowiec startujący z bazy zderzył się z amerykańskim samolotem, w wyniku czego zginęło 3 żołnierzy piechoty morskiej na pokładzie śmigłowca RH-53 i 5 żołnierzy sił powietrznych w C-130.

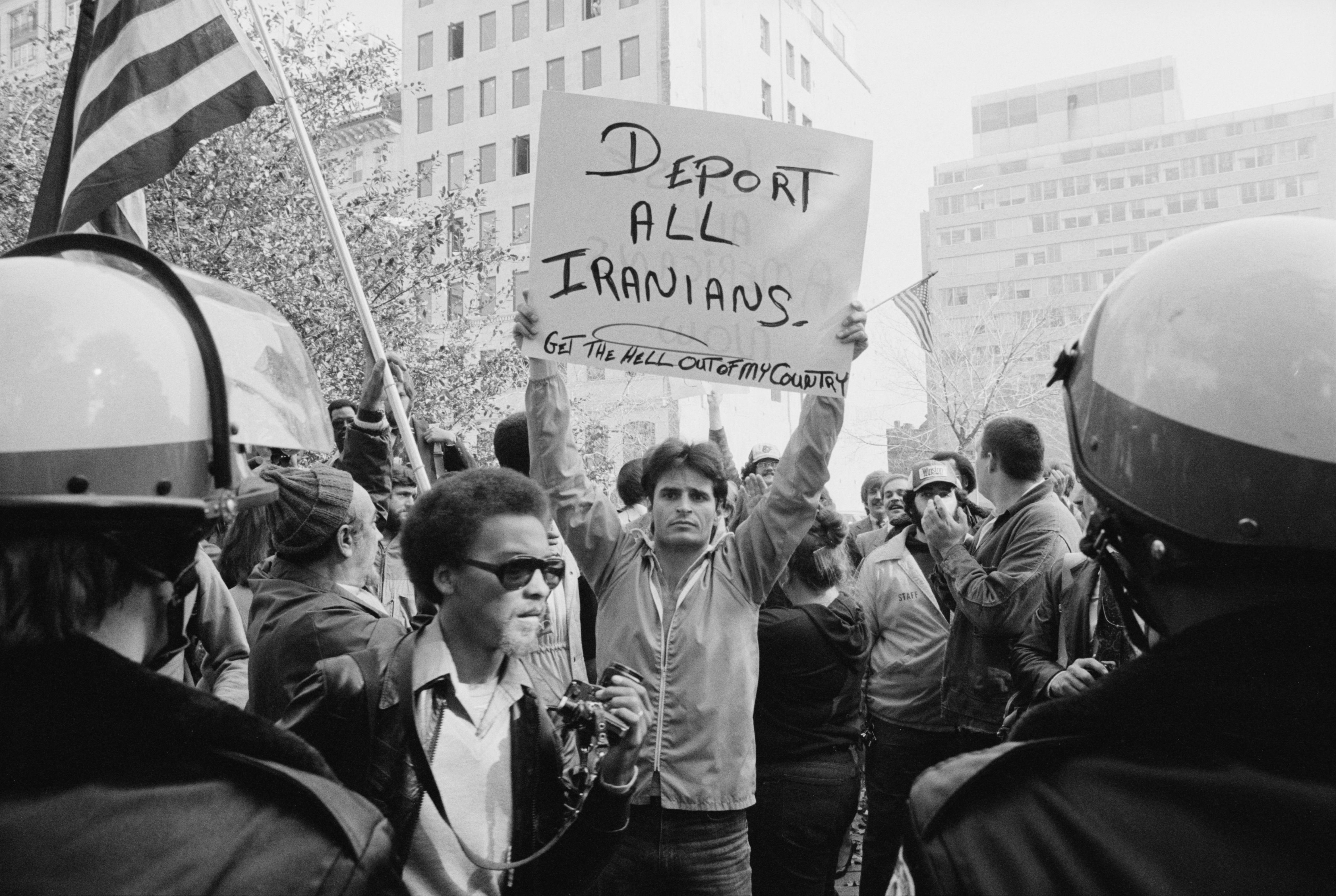
Uczestnik protestu przeciwko okupacji ambasady w Stanach Zjednoczonych domagający się deportowania wszystkich Irańczyków

Po nieudanej amerykańskiej operacji w Iranie wzrosła jeszcze pozycja radykałów, gdyż wydarzenia zdawały się potwierdzać ich wcześniejsze twierdzenia, iż rewolucja jest stale zagrożona przez interwencję amerykańską, a USA stale wtrącają się w sprawy wewnętrzne kraju. Aresztowano szereg osób, którym zarzucono współpracę z Amerykanami. Większość zakładników wywieziono natomiast z ambasady i przetrzymywano odtąd oddzielnie, by uniemożliwić uwolnienie całej grupy. Klęska operacji wywołała wzrost antyirańskich nastrojów w Stanach Zjednoczonych.

### Dalsze wydarzenia i zakończenie kryzysu
Po wybuchu wojny iracko-irańskiej część Studentów Wiernych Linii Imama otrzymała powołanie do wojska. Według relacji zakładników pozostali studenci zaczęli wówczas ich lepiej traktować.
Nowe starania na rzecz rozwiązania kryzysu zostały podjęte już po śmierci szacha, który zmarł 27 lipca 1980 w Kairze. Współpracownik Chomejnego Sadegh Tabatai za pośrednictwem rządu RFN skontaktował się z administracją Cartera; 16–18 września miało miejsce spotkanie w Bonn, podczas którego delegacji irańskiej przewodził Tabatai, zaś amerykańskiej – Christopher Warren. Iran zrezygnował z domagania się przeprosin za dawne interwencje USA w swoje sprawy wewnętrzne, żądał jedynie zobowiązania, że nie dojdzie do nich w przyszłości. Domagał się również zniesienia części sankcji i dostarczenia dostaw wojskowych wartych 50 mln dolarów, które szach zdążył opłacić przed rewolucją. Na ostatni warunek Amerykanie zgodzili się. Z zamrożonych irańskich aktywów wartych 12 mld dolarów USA zwróciły jednak Teheranowi tylko nieco ponad 4 mld. Irańska elita polityczna w październiku 1980 była już przekonana, że w sytuacji, gdy kraj prowadził wojnę, kontynuowanie okupacji ambasady przynosiło jedynie szkody wizerunkowe.

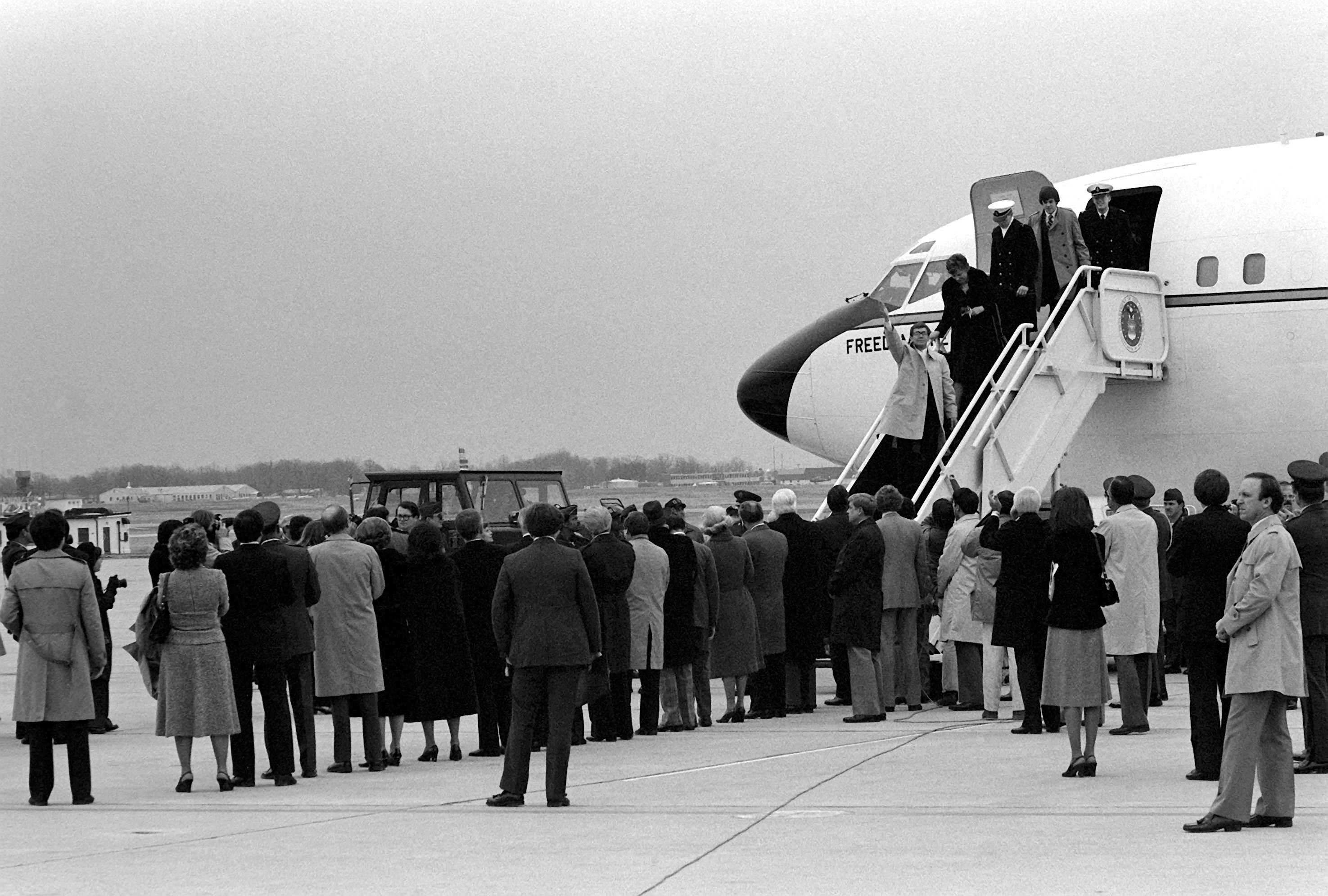
Zakładnicy wracają do Ameryki, 1981

Zakładnicy zostali ostatecznie zwolnieni po 444 dniach od zajęcia ambasady. Stało się tak już po zakończeniu kadencji prezydenta Jimmy’ego Cartera i objęciu urzędu przez Ronalda Reagana. Dyplomaci amerykańscy prowadzący negocjacje z Iranem byli podejrzewani o świadome przedłużanie rozmów, by do zwolnienia zakładników nie doszło podczas kampanii prezydenckiej; zadziałałoby to na korzyść urzędującego prezydenta. Brak jednak rozstrzygających dowodów na korzyść tej interpretacji. Samolot algierskich linii lotniczych z zakładnikami na pokładzie wyleciał z Iranu 20 stycznia 1981 i udał się najpierw do Algierii (z międzylądowaniem w Atenach w celu uzupełnienia paliwa). Tam przesiedli się oni do dwóch samolotów szpitalnych United States Air Force i polecieli do Frankfurtu w Niemczech, skąd przewiezieni zostali do amerykańskiego szpitala wojskowego koło Wiesbaden. Następnie dotarli do Stanów Zjednoczonych. 
Prezydent Abolhasan Banisadr krytykował przedłużanie momentu zwolnienia zakładników, co dodatkowo osłabiło jego pozycję polityczną.
Kryzys zakładników uniemożliwił kontynuowanie stosunków dyplomatycznych amerykańsko-irańskich i również w kolejnych latach miał negatywny wpływ na kontakty obu krajów. W budynku dawnej placówki dyplomatycznej mają obecnie swoją siedzibę siły Ghods – jednostka specjalna w strukturze Korpusu Strażników Rewolucji Islamskiej.